# Göran Söderström
Karl Anders Göran Söderström, född 21 november 1934 i Stockholm, är en svensk konstvetare. Han har bland annat varit chef för Strindbergsmuseet i Stockholm 1973–90, sekreterare i Stockholms skönhetsråd 1984–2014 och chefredaktör för tidskriften lambda nordica 1995–2012.

## Biografi
Söderström arbetade från 1959 på Moderna Museet under Pontus Hultén och var 1961–65 konstsekreterare på Svenska Institutet. Tillsammans med Ludvig Rasmusson startade han Galleri Observatorium 1960 med en utställning av August Strindbergs måleri; utställningen blev dennes moderna genombrott som målare och följdes av en lång rad internationella utställningar, däribland inom Venedigbiennalen 1980. År 1972 disputerade Söderström i konsthistoria vid Stockholms universitet på avhandlingen August Strindberg och bildkonsten: en biografisk studie (1972), som kommit att betraktas som standardverket över Strindberg som konstnär. 1965–69 arbetade han på Riksantikvarieämbetet som antikvarie och 1970–1977 på Stockholms stadsmuseum. 1973–90 var Söderström chef för Strindbergsmuseet i Stockholm, och 1984–2004 sekreterare och kanslichef på Stockholms skönhetsråd.
Som docent har Söderström varit verksam vid Stockholms universitet och Lunds universitet. Handboken Så renoveras torp och gårdar i elva utgåvor (1973, senaste utgåvan 2017), där Söderström medverkar, har kallats en bibel för byggnadsvårdare. Mellan 1977 och 1999 tjänstgjorde han som forskningssekreterare vid Kommittén för stockholmsforskning. Han har även varit chef för förlaget Stockholmia. Där redigerade och skrev han i antologin Sympatiens hemlighetsfulla makt (1999), som tog upp och berättade om homosexuellas liv i Stockholm mellan 1860 och 1960. 1987 fick han i uppdrag av Socialstyrelsen att göra en omfattande översikt av aktuell homosexualitetsforskning (utgiven som En annan kärlek, 2021). År 1995 återstartade han den vetenskapliga tidskriften lambda nordica och var dess chefredaktör fram till 2012.  
Söderström och hans partner Axel Unnerbäck ingick som första paret i Sverige registrerat partnerskap 1995. De gifte sig 2009.